# Лещинский, Ян
Ян Лещинский (1603 — 1678) — крупный государственный деятель Речи Посполитой, польский магнат, дворянин королевский (1629), каштелян сремский (1644) и гнезненский (1644), воевода ленчицкий (1653—1656), познанский (с 1656 года) и краковский (1678), подканцлер коронный (1661—1666), канцлер великий коронный (1666—1678). Староста мальборкский, долинский и корсунский.

## Биография
Представитель знатного магнатского рода Лещинских герба Венява. Старший сын воеводы брест-куявского Анджея Лещинского (ок. 1559—1606) от третьего брака с Софьей Опалинской. Братья — воевода белзский Рафаил Лещинский (1579—1636), воевода дерптский Преслав Лещинский (1605—1670), архиепископ гнезненский и примас Польши Вацлав Лещинский (1605—1666).
С рождения Ян Лещинский был кальвинистом, но после смерти своего отца по настоянию матери перешел в католицизм. Его младший брат Вацлав стал архиепископом гнезненским и примасом Польши, а сводный брат — воевода белзский Рафаил был лидером протестантов в Польше.
В 1627—1632 годах Ян Лещинский учился в Падуанском университете в Италии. Несколько раз избирался послом на сеймы. В 1644 году стал каштеляном сремским, а затем и гнезненским. В 1649—1651 годах — маршалок польской королевы Марии Луизы Гонзага. В 1649 году находился вместе с новым королём Речи Посполитой Яном II Казимиром Вазой под Зборовом. В 1653 году получил должность воеводы ленчицкого. В 1654 году на сейме присоединился к антикоролевской коалиции, в которую входили Януш Радзивилл, Кшиштоф Опалинский и Ежи Себастьян Любомирский.
В 1655 году Ян Лещинский отправился с дипломатической миссией в Стокгольм, где безуспешно пытался отговорить шведского короля Карла Х Густава от планов войны с Речью Посполитой. Во время Шведского потопа был отправлен во главе польского посольства в Вену, где обратился за помощью к австрийскому двору. Находился вместе с изгнанным польским королём Яном II Казимиром в Силезии. В 1656 году получил должность воеводы познанского. В 1660 году был главным участником переговоров со Швецией и заключения Оливского мирного договора. В 1661 году Ян Лещинский был назначен подканцлером коронным. Поддерживал связи с Бранденбургом и саботировал проекты реформирования польского парламента.
Вначале поддержал восстание («рокош») Ежи Себастьяна Любомирского, но в 1666 году получил должность канцлера великого коронного и сохранил верность польскому королю Яну Казимиру Вазе. В 1668 году после отречения от трона Яна II Казимира поддерживал кандидатуру пфальцского курфюрста Филиппа Вильгельма Нойбургского. В 1678 году отказался от должности канцлера и был назначен каштеляном краковским.
В 1650-х годах Ян Лещинский стал специалистом по балтийскому вопросу. Он обращал внимание на важность сохранения за Польшей доступа к Балтийскому морю, но, видя слабость своего государства, выступал за мирное урегулирование споров со Швецией. Ян Лещинский выступал за подписание перемирия с украинскими казаками, чтобы вместе с ними сражаться со шведами. Выступал за тесный союз между Речью Посполитой и Бранденбургом. Ян Лещинский принадлежал к выдающимся сенаторам королевства. Его называли «истинным поляком». Он настаивал на реформах политического строя Речи Посполитой, выступал за ограничение права «liberum veto».